# Pacto de sangre (álbum de Los Tigres del Norte)
Pacto de sangre es el título de un álbum de estudio lanzado por la banda regional mexicana Los Tigres del Norte. Este álbum se convirtió en su quinto puesto número uno en el Billboard Top Latin Albums. Pacto de Sangre fue nominado al Premio Lo Nuestro al Álbum Regional Mexicano del Año.

## Lista de música
La información de Billboard y Allmusic.

### Listado de pistas de CD
| N.º | Título                       | Escritor(es)           | Duración |  |
| 1.  | «No Tiene la Culpa el Indio» | Francisco Quintero     | 3:19     |  |
| 2.  | «Chin Marín»                 | Quintero               | 3:00     |  |
| 3.  | «Vale la Pena»               | Alberto Chávez         | 3:01     |  |
| 4.  | «Ayúdame a Creer»            | Chávez                 | 3:30     |  |
| 5.  | «Cumbia Guajira»             | Ramón Tomás Gutiérrez  | 3:09     |  |
| 6.  | «Liar, Liar»                 | Ismael Gallegos        | 3:18     |  |
| 7.  | «El Santo de los Mojados»    | Enrique Franco Aguilar | 3:25     |  |
| 8.  | «Las Mujeres de Juárez»      | Paulino Vargas         | 2:36     |  |
| 9.  | «José Pérez León»            | José Cantoral          | 3:55     |  |
| 10. | «La Manzanita»               | Gutiérrez              | 2:23     |  |
| 11. | «El Niño de la Calle»        | Luis Torres Canez      | 3:11     |  |
| 12. | «Va Por Ahí»                 | Teodoro Bello          | 3:18     |  |
| 13. | «Montones de Buena Suerte»   | Alfredo Garfias        | 2:49     |  |
| 14. | «Amigo»                      | Roman Alfredo Padilla  | 3:03     |  |

### Listado de pistas de DVD
| N.º | Título                       | Escritor(es) | Duración |  |
| 1.  | «José Pérez León»            | Cantoral     | 3:55     |  |
| 2.  | «No Tiene La Culpa el Indio» | Quintero     | 3:19     |  |

## Rendimiento del gráfico
| Gráfica (2004)                        | Posición más alta |
| ------------------------------------- | ----------------- |
| US Billboard Top Latin Albums         | 1                 |
| USA Billboard álbum Regional/Mexicano | 1                 |
| USA Billboard 200                     | 75                |